# Stratomta sanatorium
Stratomta sanatorium i Stratomta i Törnevalla socken i Linköpings kommun var verksamt från 1907 till 1958.
Landstinget i Östergötland tillsammans med Linköpings stad började utreda behovet av en länsanstalt för tuberkulossjuka år 1906. Man inköpte Stratomta i Törnevalla socken. Landstinget utsågs till huvudman med ansvar för driften. Sanatoriet invigdes 1907 och hade 15 vårdplatser för kvinnor och 15 för män samt ligghallar. Läkarvården sköttes av en läkare från Linköping som kom två gånger per vecka. Stratomta förvaltades från 1957 av Centrallasarettet i Linköping. Tuberkulossjukvården pågick till 1958. Fram till den definitiva nedläggningen 1962 drevs anläggningen som konvalescenthem.